# Kinga Preis

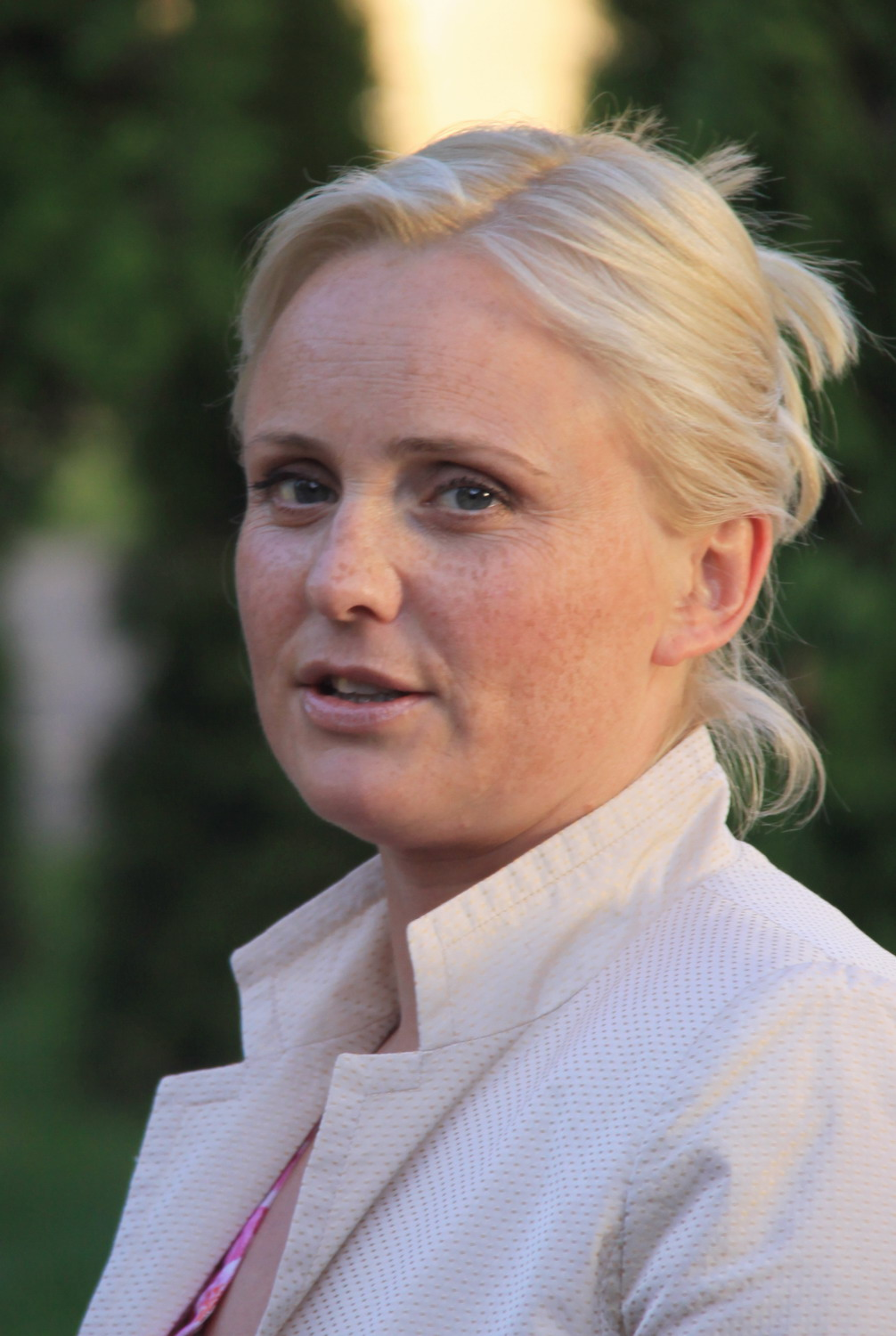
Kinga Preis (2010)

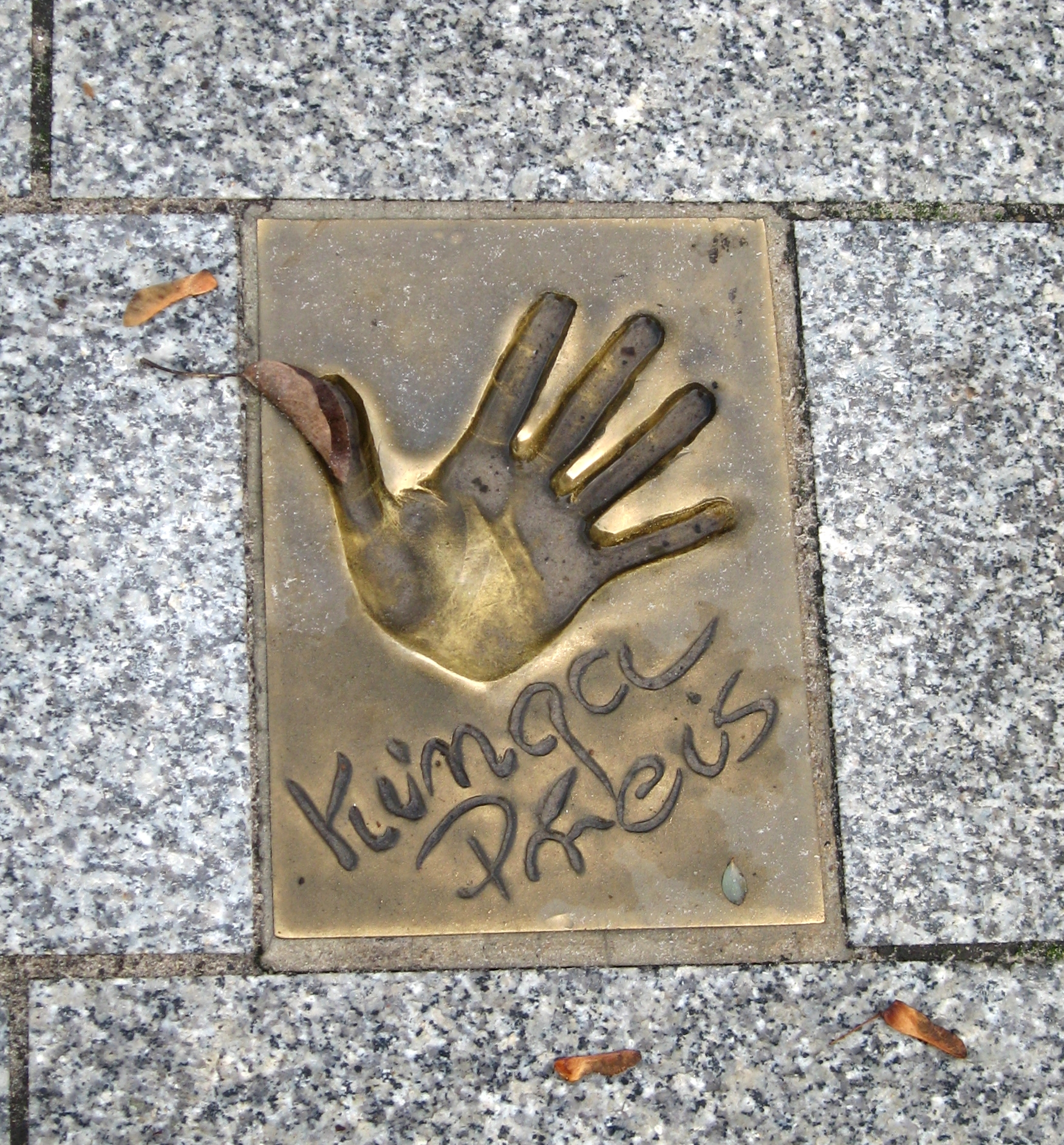

Kinga Anna Preis (* 31. August 1971 in Breslau) ist eine polnische Schauspielerin.

## Leben
Kinga Preis kommt aus einer künstlerischen Familie. Die Großmutter war Balletttänzerin, die Mutter studierte Musik und arbeitet an der Oper in Wrocław. Anfang der 1990er Jahre studierte Kinga Preis in ihrer Heimatstadt an der staatlichen Schauspielschule. Noch als Studentin gab sie ein Aufsehen erregendes Debüt am Teatr Polski als Käthchen von Heilbronn unter der Regie von Jerzy Jarocki. Dem Teatr Polski ist sie bis heute verbunden und gehört dem Ensemble an. Einem breiteren Publikum wurde sie durch ihre Auftritte beim Chansonfestival in Wrocław bekannt, die im Fernsehen gezeigt wurden. Hier überzeugte sie mit den polnischen Versionen des Liedrepertoires von Nick Cave. Sie erhielt zahlreiche Preise für ihre Theater- und Filmarbeiten, u. a. wurde sie zwischen 2002 und 2006 drei Mal mit dem Orły ausgezeichnet, dem Polnischen Filmpreis. Sie ist damit die einzige Schauspielerin, die diesen Preis für die beste Hauptrolle bereits zweimal erhalten hat.

## Wichtige Theaterarbeiten am Teatr Polski, Wrocław
- 1994 – Käthchen von Heilbronn von Heinrich von Kleist – Titelrolle – Regie: Jerzy Jarocki
- 1995 – Die Möwe von Anton P. Tschechow – Nina – Regie: Marek Fiedor
- 1996 – Die Dreigroschenoper von Bertolt Brecht – Polly Peachum – Regie: Maciej Englert
- 1997 – Pieśń o blasku wody von Karol Wojtyła – Regie: Andrzej Wajda
- 1997 – Fantazy von Juliusz Słowacki – Gräfin Idalia – Regie: Maciej Prus
- 1999 – Doktor Faustus nach Thomas Mann – Klementine Schweigestill – Regie: Grzegorz Jarzyna
- 2004 – Woyzeck von Georg Büchner – Marie – Regie: Grażyna Kania

## Filmografie (Auswahl)
- 1998: Montag (Poniedziałek) – Regie: Witold Adamek
- 2000: Prymas – Drei Jahre von Tausend (Prymas. Trzy lata z tysiaca) – Regie: Teresa Kotlarczyk (mit Andrzej Seweryn und Zbigniew Zamachowski)
- 2001: Stille (Cisza) – Regie: Michał Rosa – Drehbuch: Krzysztof Piesiewicz
- 2002: Dienstag (Wtorek) – Regie: Witold Adamek
- 2003: Symmetrie (Symetria) – Regie: Konrad Niewolski
- 2005: Karol – Ein Mann, der Papst wurde (Karol, un uomo diventato Papa) – Regie: Giacomo Battiato (mit Piotr Adamczyk)
- 2005: Der Gerichtsvollzieher (Komornik) – Regie: Feliks Falk (mit Andrzej Chyra)
- 2006: Statisten (Statysci) – Regie: Michał Kwieczinski
- 2008: Vier Nächte mit Anna (Cztery noce z Anną) – Regie: Jerzy Skolimowski
- 2011: In Darkness – Regie: Agnieszka Holland
- 2011: Suicide Room (Sala samobójców) – Regie: Jan Komasa
- 2014: The Mighty Angel (Pod mocnym aniolem) – Regie: Wojciech Smarzowski
- 2015: Sirenengesang (Córki dancingu) – Regie: Agnieszka Smoczyńska